# Hwang Sun-hui
Hwang Sun-hui (hangul: 황순희, 3 de maio de 1919 - 17 de janeiro de 2020) foi uma política norte-coreana que atuou em vários cargos de alto escalão no Partido dos Trabalhadores da Coreia, inclusive na Assembléia Popular Suprema e no Comitê Central do Partido dos Trabalhadores da Coreia. 

## Carreira

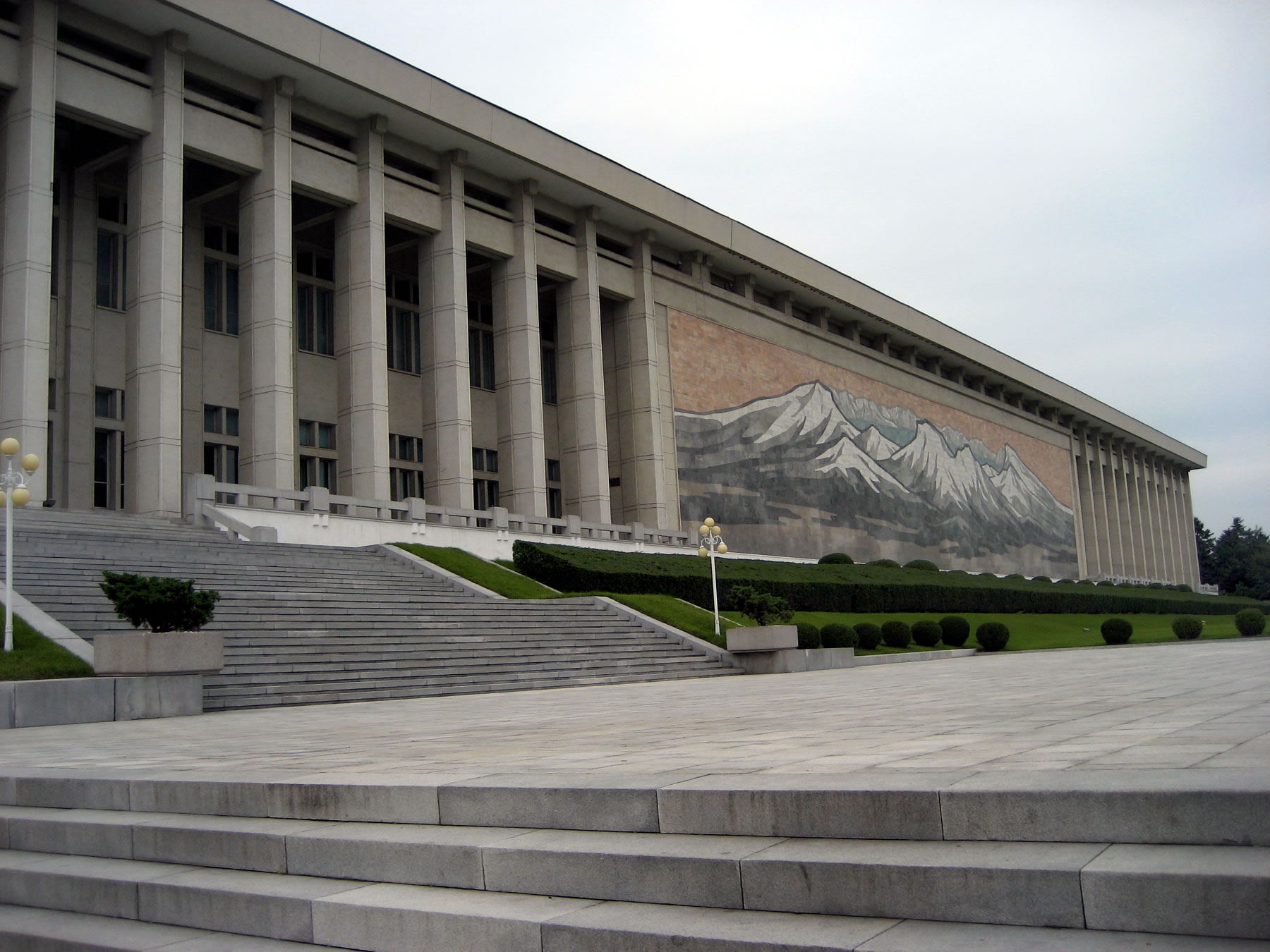
Museu da Revolução Coreana

Hwang Sun-hui nasceu em 3 de maio de 1919 na província de Hamgyong Norte. Serviu como guerrilheira na 88ª Brigada Especial de Atiradores Independentes do Comando Soviético do Extremo Oriente durante a Segunda Guerra Sino-Japonesa e a Segunda Guerra Mundial. Suas atividades incluíam costura, culinária e enfermagem. Lá, conheceu Kim Il-sung e seu futuro marido Ryu Kyong-su. Hwang retornou à Coreia em novembro de 1945. Ela teria um papel político fundamental no nascente estado norte-coreano.
Seu primeiro cargo político de importância foi como presidente do comitê provincial da União Democrática das Mulheres Coreanas da província de Ryanggang em março de 1956. Foi intitulada membro do comitê executivo central de toda a União Democrática em agosto de 1969, diretora do seu comitê central em outubro de 1971 e vice-presidente da organização em dezembro de 1977.
Hwang tornou-se membro suplente do Comitê Central do Partido dos Trabalhadores da Coreia em setembro de 1961. Foi eleita membro titular em outubro de 1966 onde atuou até setembro de 2010. A partir de 2010, passou a atuar no comitê central como membro suplente.
Hwang tornou-se curadora do Museu da Revolução Coreana em outubro de 1965, quando se tornou presidente do comitê do partido. Foi nomeada secretária do comitê em junho de 1973 e novamente em julho de 1988. Hwang tornou-se diretora do museu em abril de 1990.
Hwang foi deputada nas 3ª, 4ª, 5ª, 7ª, 8ª, 9ª, 10ª, e 13ª Assembléia Popular Suprema. Participou das comissões funerárias de Kim Il-sung (1994, 6ª classificada), O Jin-u (1995), Choe Kwang (1997, 28ª) e Jon Mun-sop (1998). Hwang recebeu a Ordem do Trabalho em maio de 1979, a Ordem Kim Il-sung em abril de 1982 e o prêmio de "Herói Duplo" em abril de 1992, além da Ordem Kim Jong-il.

## Imagem pública
Hwang Sun-hui foi casada com Ryu Kyong-su. Ryu foi um herói da Guerra da Coreia, liderando uma brigada da 105ª Divisão Blindada em Seul como a primeira unidade blindada. Sua unidade foi a que hasteou a bandeira norte-coreana na prefeitura de Seul. Essa associação com o marido deu a Hwang "posição incomparável no partido". Os dois tiveram uma filha, Ryu Chu-ok, casada com Kim Chang-son, também um político importante do Partido dos Trabalhadores da Coreia. 
Hwang foi uma das poucas mulheres no Comitê Central do Partido, e uma dos membros mais antigos. Como ex-guerrilheira, sua participação no comitê central era considerada cerimonialmente importante.
Hwang foi considerada uma dos apoiadores "originais" da família Kim. Todos os três Kims apareceram com ela, fazendo dela uma exibição permanente de propaganda desde os primeiros dias do regime de Kim, até o dia em que ela morreu. O líder da Coreia do Norte abraçando Hwang era uma visão familiar no país. Kim Jong-un foi visto abraçando-a em seu primeiro ano como líder supremo, novamente em 2013 e em 2017, quando visitou Hwang, já usando cadeira de rodas, no Museu da Revolução Coreana. Um desertor observou: "Hwang está tão espremida que não deve ter mais suco algum nela".
Hwang Sun-hui morreu em 17 de janeiro de 2020, e seu velório foi assistido por Kim Jong-un e sua esposa. Após sua morte, a Agência Central de Notícias da Coreia descreveu Hwang como "uma revolucionária firme que dedicou tudo à realização da pioneira causa revolucionária Juche no Monte Paekdu".

### Trabalhos citados
- Lee, Kyo-duk;  et al. (2013). Study on the Power Elite of the Kim Jong Un Regime. Korea Institute for National Unification. Seoul: [s.n.] ISBN 978-89-8479-708-6  Lee, Kyo-duk;  et al. (2013). Study on the Power Elite of the Kim Jong Un Regime. Korea Institute for National Unification. Seoul: [s.n.] ISBN 978-89-8479-708-6  Lee, Kyo-duk;  et al. (2013). Study on the Power Elite of the Kim Jong Un Regime. Korea Institute for National Unification. Seoul: [s.n.] ISBN 978-89-8479-708-6
- North Korea Handbook. Yonhap. Seoul: [s.n.] 2002. ISBN 978-0-7656-3523-5  North Korea Handbook. Yonhap. Seoul: [s.n.] 2002. ISBN 978-0-7656-3523-5  North Korea Handbook. Yonhap. Seoul: [s.n.] 2002. ISBN 978-0-7656-3523-5
- Lee, Young-jong. «Simmering Resentment». Korea JoongAng Daily
- «ko:황순희(여성)». Ministry of Unification (em coreano). North Korea Information Portal  «ko:황순희(여성)». North Korea Information Portal (em coreano). Ministry of Unification
- «Kim Chang Son». North Korea Leadership Watch
- Scalapino, Robert A.; Lee Chong-Sik (1972). Communism in Korea: The Society. University of California Press. Berkeley: [s.n.] ISBN 978-0-520-02274-4  Scalapino, Robert A.; Lee Chong-Sik (1972). Communism in Korea: The Society. University of California Press. Berkeley: [s.n.] ISBN 978-0-520-02274-4  Scalapino, Robert A.; Lee Chong-Sik (1972). Communism in Korea: The Society. University of California Press. Berkeley: [s.n.] ISBN 978-0-520-02274-4
- «Supreme Leader Kim Jong Un Visits Bier of Hwang Sun Hui». Korean Central News Agency